# San Giorgio Scarampi
San Giorgio Scarampi é uma comuna italiana da região do Piemonte, província de Asti, com cerca de 133 habitantes. Estende-se por uma área de 6 km², tendo uma densidade populacional de 22 hab/km². Faz fronteira com Olmo Gentile, Perletto (CN), Roccaverano, Vesime.

## Demografia
| Variação demográfica do município entre 1861 e 2011                               |
|                                                                                   |
| Fonte: Istituto Nazionale di Statistica (ISTAT) - Elaboração gráfica da Wikipedia |